# Josh Greenfeld
Josh Greenfeld (Malden, Massachusetts; 27 de febrero de 1928-Los Ángeles, California; 11 de mayo de 2018) fue un escritor, dramaturgo y guionista estadounidense. 
Asistió a la Universidad de Míchigan. Es conocido sobre todo por su guion para la película Harry y Tonto (1974) junto con Paul Mazursky, con la que tuvieron una nominación al Oscar como mejor actor. Greenfeld también escribió Oh, God! Book II y el especial para televisión "Lovey"  y es el autor de varios libros acerca de su hijo autista, Noah. La trilogía, Un niño llamado Noah, Un lugar para Noah y Un cliente llamado Noah son detalle der los efectos que tienen las inhabilidades de Noah. 
Su esposa, la japonesa Fumiko Kometani, es también escritora y ha ganado el premio de Akutagawa (Japón), a la concesión literaria más prestigiosa y también ha escrito sobre su hijo y su inhabilidad de desarrollo. Su otro hijo Karl Taro Greenfeld actualmente es un contribuidor especial a varias revistas y es el autor de varios libros. 
Entre sus libros destacan Clandestine on the Morning Line, I Have a Dream, The Last Two Jews of Kabul y Canal Street. Sus novelas incluyen O for a Master of Magic, The Return of Mr. Hollywood y What Happened Was This.